# Карпетаны
Карпетаны (лат. carpetani) — кельтское племя, обитавшее в древности на территории современной Испании. Карпетаны населяли часть бассейна реки Тахо в центральной части Пиренейского полуострова до реки Гвадиана на юге и юго-западе. Среди крупнейших городов карпетанов называются Толедо (Толетум) и Консуэгра (Консабура).
В 219 до н. э. карпетаны вместе с другими иберийскими племенами были побеждены Ганнибалом.